# Rodzicielstwo bliskości
Rodzicielstwo bliskości (ang. attachment parenting) – termin utworzony przez amerykańskiego pediatrę Williama Searsa, określający filozofię rodzicielską opartą na zasadach teorii przywiązania w psychologii rozwojowej, która mówi, że dziecko tworzy z opiekunami silną więź emocjonalną, mającą wpływ na całe jego przyszłe życie. Wrażliwi i dostępni emocjonalnie rodzice pomagają dziecku zbudować bezpieczny styl przywiązania, który sprzyja prawidłowemu rozwojowi społecznemu i emocjonalnemu oraz wpływa na poczucie szczęścia. Mniej wrażliwi i oddaleni emocjonalnie rodzice – którzy zaniedbują potrzeby dziecka – nie zapewnią warunków do wytworzenia bezpiecznego stylu przywiązania, a tym samym w przyszłości może ono mieć różnego rodzaju problemy psychiczne. Rodzicielstwo bliskości ma zwiększyć szanse dziecka na bezpieczny styl przywiązania.

## Teoria
Teoria przywiązania w ujęciu Johna Bowlby'ego mówi, że dziecko skłania się do tego, by szukać bliskości innej osoby i czuje się bezpiecznie, kiedy osoba ta jest blisko niego. W 1951 r. Bowlby zaprezentował hipotezę deprywacji opieki macierzyńskiej – pozbawienie opieki matki miało powodować u dzieci nie tylko depresję, ale także wywoływać ostry konflikt i wrogość, co w dorosłym życiu utrudniałoby tworzenie zdrowych związków partnerskich.
Dla porównania, Zygmunt Freud twierdził, że przywiązanie jest konsekwencją potrzeby zaspokojenia popędów. W teorii przywiązania, przywiązanie uznano za system biologiczny – dzieci są w naturalny sposób związane ze swoimi rodzicami, gdyż są istotami społecznymi, a nie dlatego, że potrzebują innych ludzi do zaspokojenia swych popędów.

## Zasady
Według Attachment Parenting International (API) – międzynarodowej organizacji, powołanej do życia, by promować ideę rodzicielstwo bliskości – jest osiem zasad, które wspierają powstanie bezpiecznej więzi dziecka z opiekunem:
1. Przygotuj się do ciąży, porodu i rodzicielstwa
2. Karm z miłością i szacunkiem
3. Reaguj z wrażliwością
4. Zapewnij odżywczy dotyk
5. Zapewnij bezpieczny sen, pod względem fizycznym i emocjonalnym
6. Zapewnij stałą, pełną miłości opiekę
7. Praktykuj pozytywną dyscyplinę
8. Dąż do równowagi w życiu osobistym i rodzinnym

Powyższe zasady nie zostały zaczerpnięte z początkowych badań nad stylami przywiązania, ale są to działania, które rodzice mogą podjąć, by „zestroić się” ze swoimi dziećmi, być „konsekwentnie wrażliwymi na ich potrzeby” oraz „dostępnymi fizycznie i emocjonalnie”, co jest kluczowe dla wytworzenia u nich bezpiecznego stylu przywiązania.
Zasady te interpretuje się na liczne sposoby. Wiele osób, preferujących rodzicielstwo bliskości, wybiera jednocześnie naturalne życie rodzinne (ang. natural family living – NFL), czyli m.in. naturalny poród, poród domowy, rezygnację z pracy zawodowej jednego z rodziców, wspólne spanie (ang. cosleeping), karmienie piersią, noszenie dzieci czy domową edukację.
Dr Sears nie zakłada jednak, że każdy rodzic powinien w restrykcyjny sposób stosować się do wszystkich wymienionych zasad, ale zachęca rodziców, by wykazywali się kreatywnością w kwestii zaspokajania potrzeb swoich dzieci.
Zwolennicy rodzicielstwa bliskości cenią w nim bezpieczną więź między dziećmi a ich głównymi opiekunami, najczęściej rodzicami. Przy czym bezpieczna więź może też zostać nawiązana z innymi osobami, które zajmują się dzieckiem. Ludzie, wychowujący swoje dzieci w duchu rodzicielstwa bliskości, uważają, że dziecko można zostawiać z opiekunką, o ile wyznaje ona te same wartości co rodzice i jest nastawiona na zaspokajanie potrzeb dziecka. Współpraca z opiekunką pozwala dorosłym zadbać o siebie i zachować niezbędną równowagę.
Rodzice przywiązani do idei bliskości starają się zrozumieć biologiczne i psychologiczne potrzeby swoich dzieci, by nie mieć nierealistycznych oczekiwań co do ich zachowania. Dbają o to, by wyznaczać dzieciom granice stosownie do ich wieku – uwzględniając aktualny etap rozwoju fizycznego i psychologicznego. Dzięki temu mogą uniknąć frustracji, występującej zwykle, gdy od dziecka oczekuje się rzeczy leżących poza zasięgiem jego możliwości. Judy Arnall w swojej książce Discipline Without Distress: 135 tools for raising caring responsible children without time-out, spanking, punishment or bribery („Dyscyplina bez bólu: 135 sposobów na wychowanie wrażliwych, odpowiedzialnych dzieci bez odsyłania do kąta, klapsów, kar i przekupstwa”) pisze, że dyscyplina to uczenie dziecka poprzez delikatne nakierowanie, np. odwracanie uwagi, dopuszczanie naturalnych konsekwencji zachowań, słuchanie i modelowanie.
Zgodnie z założeniami rodzicielstwa bliskości, dziecko by przetrwać musi nauczyć się komunikować swoje potrzeby dorosłym, którzy je we właściwy sposób zaspokoją. Dr W. Sears wyjaśnia, że małe dziecko nie jest zdolne do manipulacji. W rodzicielstwie bliskości nie chodzi o to, by zaspakajać potrzeby, o które dziecko może zadbać samodzielnie. Najważniejsze to zrozumieć, na czym te potrzeby polegają, jak zmieniają się z upływem czasu i reagować na nie stosownie do okoliczności.
Podobne w swoich założeniach do rodzicielstwa bliskości są m.in. naturalne rodzicielstwo, instynktowne rodzicielstwo, intuicyjne rodzicielstwo oraz rodzicielstwo w oparciu o „koncepcję kontinuum”.